# Bundestagswahlkreis Segeberg – Stormarn-Mitte
Der Wahlkreis Segeberg – Stormarn-Mitte (Wahlkreis 8) ist ein Bundestagswahlkreis in Schleswig-Holstein. Er umfasst den Kreis Segeberg ohne die Stadt Bad Bramstedt sowie ohne die Ämter Bad Bramstedt-Land und Boostedt-Rickling. Außerdem gehören zum Wahlkreis die zum Kreis Stormarn gehörigen Gemeinden und Städte Ammersbek, Bad Oldesloe, Bargteheide und Tangstedt sowie die Ämter Bad Oldesloe-Land und Bargteheide-Land. Bis zur Bundestagswahl 2013 hieß der Wahlkreis bei identischer Abgrenzung Segeberg – Stormarn-Nord.

## Geschichte
Der Wahlkreis Segeberg – Stormarn-Nord wurde zur Bundestagswahl 1976 aus Teilen der ehemaligen Wahlkreise Segeberg – Eutin und Stormarn – Herzogtum Lauenburg neu gebildet und trug seitdem stets die Wahlkreisnummer 8.
Ursprünglich gehörte zum Wahlkreis das gesamte Gebiet des Kreises Segeberg. Vor der Bundestagswahl 2002 wurden jedoch die Gemeinde Bad Bramstedt und das Amt Bad Bramstedt-Land an den Wahlkreis Steinburg – Dithmarschen Süd sowie die Gemeinde Boostedt und das Amt Rickling an den Wahlkreis Plön – Neumünster abgegeben.
Auch das zum Wahlkreis gehörende Gebiet des Kreises Stormarn veränderte sich. Vor der Bundestagswahl 1998 gingen die Gemeinde Reinfeld (Holstein) und das Amt Nordstormarn an den Wahlkreis Ostholstein und vor der Bundestagswahl 2002 kam die Gemeinde Ammersbek vom Wahlkreis Herzogtum Lauenburg – Stormarn-Süd hinzu. Zur Bundestagswahl 2013 wurde der Wahlkreis in Segeberg – Stormarn-Mitte umbenannt.

## Wahlkreisabgeordnete
| Wahl | Abgeordneter | Abgeordneter        | Partei | Stimmen in % |
| ---- | ------------ | ------------------- | ------ | ------------ |
| 1976 |              | Peter Kurt Würzbach | CDU    | 47,5         |
| 1980 |              | Günther Heyenn      | SPD    | 45,9         |
| 1983 |              | Peter Kurt Würzbach | CDU    | 53,0         |
| 1987 | 49,7         | Peter Kurt Würzbach | CDU    |              |
| 1990 | 49,3         | Peter Kurt Würzbach | CDU    |              |
| 1994 | 49,2         | Peter Kurt Würzbach | CDU    |              |
| 1998 |              | Franz Thönnes       | SPD    | 46,7         |
| 2002 | 46,7         | Franz Thönnes       | SPD    |              |
| 2005 |              | Gero Storjohann     | CDU    | 43,9         |
| 2009 | 39,8         | Gero Storjohann     | CDU    |              |
| 2013 | 45,4         | Gero Storjohann     | CDU    |              |
| 2017 | 41,1         | Gero Storjohann     | CDU    |              |
| 2021 |              | Bengt Bergt         | SPD    | 32,0         |
| 2025 |              | Melanie Bernstein   | CDU    | 32,3         |

## Wahlergebnisse

### Bundestagswahl 2025
| Kandidaten                                             | Kandidaten                     | Parteien/Listen     | Erststimmen | Erststimmen | Zweitstimmen | Zweitstimmen |
| Kandidaten                                             | Kandidaten                     | Parteien/Listen     | Stimmen     | %           | Stimmen      | %            |
| ------------------------------------------------------ | ------------------------------ | ------------------- | ----------- | ----------- | ------------ | ------------ |
|                                                        | Bengt Axel Bergt               | SPD                 | 51.437      | 24,5        | 40.275       | 19,1         |
|                                                        | Melanie Bernsteingewählt im WK | CDU                 | 67.881      | 32,3        | 61.079       | 29,0         |
|                                                        | Julia Dorandt                  | GRÜNE               | 24.800      | 11,8        | 28.809       | 13,7         |
|                                                        | Nora Grundmann                 | FDP                 | 9.417       | 4,5         | 10.974       | 5,2          |
|                                                        | Sven Wendorf                   | AfD                 | 36.071      | 17,2        | 36.211       | 17,2         |
|                                                        | Herrmann von Prüssing          | Die Linke           | 12.636      | 6,0         | 14.887       | 7,1          |
|                                                        | –                              | SSW                 | –           | –           | 4.388        | 2,1          |
|                                                        | –                              | Die PARTEI          | –           | –           | 1.705        | 0,8          |
|                                                        | Thomas Thedens                 | FREIE WÄHLER        | 3.262       | 1,6         | 1.706        | 0,8          |
|                                                        | Sebastian Warncke              | Volt                | 3.352       | 1,6         | 2.172        | 1,0          |
|                                                        | –                              | MLPD                | –           | –           | 56           | 0,0          |
|                                                        | Patrick Schnoor                | BÜNDNIS DEUTSCHLAND | 1.193       | 0,6         | 505          | 0,2          |
|                                                        | –                              | BSW                 | –           | –           | 7.744        | 3,7          |
| Gesamt                                                 | Gesamt                         | Gesamt              | 210.049     | 100         | 210.511      | 100          |
|                                                        |                                |                     |             |             |              |              |
| Ungültige Stimmen                                      | Ungültige Stimmen              | Ungültige Stimmen   | 1.501       | 0,7         | 1.039        | 0,5          |
| Wähler                                                 | Wähler                         | Wähler              | 211.550     | 84,9        | 211.550      | 84,9         |
| Wahlberechtigte                                        | Wahlberechtigte                | Wahlberechtigte     | 249.213     |             | 249.213      |              |
|                                                        |                                |                     |             |             |              |              |
| Quellen: Die Bundeswahlleiterin, Kandidaten – Ergebnis |                                |                     |             |             |              |              |

### Bundestagswahl 2021
| Kandidaten                                             | Kandidaten               | Parteien/Listen   | Erststimmen | Erststimmen | Zweitstimmen | Zweitstimmen |
| Kandidaten                                             | Kandidaten               | Parteien/Listen   | Stimmen     | %           | Stimmen      | %            |
| ------------------------------------------------------ | ------------------------ | ----------------- | ----------- | ----------- | ------------ | ------------ |
|                                                        | Gero Storjohann          | CDU               | 55.265      | 27,9        | 44.285       | 22,3         |
|                                                        | Bengt Bergtgewählt im WK | SPD               | 63.369      | 32,0        | 56.658       | 28,6         |
|                                                        | Jan Schupp               | FDP               | 20.575      | 10,4        | 27.675       | 14,0         |
|                                                        | Nils Bollenbach          | GRÜNE             | 27.109      | 13,7        | 33.361       | 16,8         |
|                                                        | Sven Wendorf             | AfD               | 14.040      | 7,1         | 14.527       | 7,3          |
|                                                        | Malin Schultz            | DIE LINKE         | 6.202       | 3,1         | 6.468        | 3,3          |
|                                                        | Beate Schreiber          | Die PARTEI        | 3.299       | 1,7         | 2.226        | 1,1          |
|                                                        | Julia Glagau             | FREIE WÄHLER      | 4.670       | 2,4         | 2.297        | 1,2          |
|                                                        | -                        | NPD               | –           | –           | 225          | 0,1          |
|                                                        | -                        | ÖDP               | –           | –           | 194          | 0,1          |
|                                                        | -                        | MLPD              | –           | –           | 30           | 0,0          |
|                                                        | Claudia Westphal         | dieBasis          | 3.389       | 1,7         | 2.839        | 1,4          |
|                                                        | -                        | DKP               | –           | –           | 54           | 0,0          |
|                                                        | -                        | du.               | –           | –           | 119          | 0,1          |
|                                                        | -                        | LKR               | –           | –           | 53           | 0,0          |
|                                                        | -                        | Die Humanisten    | –           | –           | 186          | 0,1          |
|                                                        | -                        | Tierschutzpartei  | –           | –           | 2.663        | 1,3          |
|                                                        | -                        | SSW               | –           | –           | 3.108        | 1,6          |
|                                                        | -                        | Team Todenhöfer   | –           | –           | 586          | 0,3          |
|                                                        | -                        | Volt              | –           | –           | 509          | 0,3          |
|                                                        | -                        | V-Partei³         | –           | –           | 202          | 0,1          |
| Gesamt                                                 | Gesamt                   | Gesamt            | 197.918     | 100         | 198.265      | 100          |
|                                                        |                          |                   |             |             |              |              |
| Ungültige Stimmen                                      | Ungültige Stimmen        | Ungültige Stimmen | 1.700       | 0,9         | 1.353        | 0,7          |
| Wähler                                                 | Wähler                   | Wähler            | 199.618     | 80,1        | 199.618      | 80,1         |
| Wahlberechtigte                                        | Wahlberechtigte          | Wahlberechtigte   | 249.202     |             | 249.202      |              |
|                                                        |                          |                   |             |             |              |              |
| Quellen: Die Bundeswahlleiterin, Kandidaten – Ergebnis |                          |                   |             |             |              |              |

### Bundestagswahl 2017
| Kandidaten                                             | Kandidaten                   | Parteien/Listen   | Erststimmen | Erststimmen | Zweitstimmen | Zweitstimmen |
| Kandidaten                                             | Kandidaten                   | Parteien/Listen   | Stimmen     | %           | Stimmen      | %            |
| ------------------------------------------------------ | ---------------------------- | ----------------- | ----------- | ----------- | ------------ | ------------ |
|                                                        | Gero Storjohanngewählt im WK | CDU               | 78.824      | 41,1        | 66.367       | 34,6         |
|                                                        | Alexander Wagner             | SPD               | 52.434      | 27,3        | 43.027       | 22,4         |
|                                                        | Ulrike Täck                  | GRÜNE             | 16.004      | 8,3         | 21.010       | 10,9         |
|                                                        | Tobias Mährlein              | FDP               | 15.617      | 8,1         | 26.043       | 13,6         |
|                                                        | Miro Berbig                  | DIE LINKE         | 10.838      | 5,7         | 13.237       | 6,9          |
|                                                        | Heiko Evermann               | AfD               | 15.682      | 8,2         | 17.166       | 8,9          |
|                                                        | -                            | NPD               | –           | –           | 463          | 0,2          |
|                                                        | Rainer Schuchardt            | FREIE WÄHLER      | 2.373       | 1,2         | 1.532        | 0,8          |
|                                                        | -                            | MLPD              | –           | –           | 69           | 0,0          |
|                                                        | -                            | BGE               | –           | –           | 503          | 0,3          |
|                                                        | -                            | ÖDP               | –           | –           | 392          | 0,2          |
|                                                        | -                            | Die PARTEI        | –           | –           | 2.136        | 1,1          |
| Gesamt                                                 | Gesamt                       | Gesamt            | 191.772     | 100         | 191.945      | 100          |
|                                                        |                              |                   |             |             |              |              |
| Ungültige Stimmen                                      | Ungültige Stimmen            | Ungültige Stimmen | 1.508       | 0,8         | 1.335        | 0,7          |
| Wähler                                                 | Wähler                       | Wähler            | 193.280     | 78,2        | 193.280      | 78,2         |
| Wahlberechtigte                                        | Wahlberechtigte              | Wahlberechtigte   | 247.296     |             | 247.296      |              |
|                                                        |                              |                   |             |             |              |              |
| Quellen: Die Bundeswahlleiterin, Kandidaten – Ergebnis |                              |                   |             |             |              |              |

### Bundestagswahl 2013
| Kandidaten                                             | Kandidaten                    | Parteien/Listen   | Erststimmen | Erststimmen | Zweitstimmen | Zweitstimmen |
| Kandidaten                                             | Kandidaten                    | Parteien/Listen   | Stimmen     | %           | Stimmen      | %            |
| ------------------------------------------------------ | ----------------------------- | ----------------- | ----------- | ----------- | ------------ | ------------ |
|                                                        | Gero Storjohanngewählt im WK  | CDU               | 82.471      | 45,4        | 74.161       | 40,8         |
|                                                        | Franz Thönnes                 | SPD               | 63.998      | 35,3        | 54.691       | 30,1         |
|                                                        | Klaus-Peter Eberhard          | FDP               | 3.722       | 2,1         | 10.449       | 5,8          |
|                                                        | Peter Stoltenberg             | GRÜNE             | 11.141      | 6,1         | 15.695       | 8,6          |
|                                                        | Miro Berbig                   | DIE LINKE         | 7.003       | 3,9         | 9.112        | 5,0          |
|                                                        | Oliver Grube                  | PIRATEN           | 3.546       | 2,0         | 3.686        | 2,0          |
|                                                        | –                             | Rentner           | –           | –           | 746          | 0,4          |
|                                                        | Henry Karl Heinrich Johannsen | NPD               | 1.190       | 0,7         | 1.307        | 0,7          |
|                                                        | –                             | MLPD              | –           | –           | 46           | 0,0          |
|                                                        | Jörg Nobis                    | AfD               | 6.879       | 3,8         | 9.034        | 5,0          |
|                                                        | Rainer Schuchardt             | FREIE WÄHLER      | 1.565       | 0,9         | 1.129        | 0,6          |
|                                                        | –                             | Tierschutzpartei  | –           | –           | 1.534        | 0,8          |
| Gesamt                                                 | Gesamt                        | Gesamt            | 181.515     | 100         | 181.590      | 100          |
|                                                        |                               |                   |             |             |              |              |
| Ungültige Stimmen                                      | Ungültige Stimmen             | Ungültige Stimmen | 1.735       | 0,9         | 1.660        | 0,9          |
| Wähler                                                 | Wähler                        | Wähler            | 183.250     | 75,0        | 183.250      | 75,0         |
| Wahlberechtigte                                        | Wahlberechtigte               | Wahlberechtigte   | 244.240     |             | 244.240      |              |
|                                                        |                               |                   |             |             |              |              |
| Quellen: Die Bundeswahlleiterin, Kandidaten – Ergebnis |                               |                   |             |             |              |              |

### Bundestagswahl 2009
| Kandidaten                                             | Kandidaten                   | Parteien/Listen   | Erststimmen | Erststimmen | Zweitstimmen | Zweitstimmen |
| Kandidaten                                             | Kandidaten                   | Parteien/Listen   | Stimmen     | %           | Stimmen      | %            |
| ------------------------------------------------------ | ---------------------------- | ----------------- | ----------- | ----------- | ------------ | ------------ |
|                                                        | Franz Thönnes                | SPD               | 54.065      | 30,6        | 44.445       | 25,1         |
|                                                        | Gero Storjohanngewählt im WK | CDU               | 70.290      | 39,8        | 58.225       | 32,9         |
|                                                        | Klaus-Peter Eberhard         | FDP               | 20.084      | 11,4        | 31.407       | 17,7         |
|                                                        | Peter Stoltenberg            | GRÜNE             | 16.633      | 9,4         | 21.245       | 12,0         |
|                                                        | Miro Berbig                  | DIE LINKE         | 12.527      | 7,1         | 14.280       | 8,1          |
|                                                        | Uwe Schäfer                  | NPD               | 1.797       | 1,0         | 1.687        | 1,0          |
|                                                        | –                            | MLPD              | –           | –           | 58           | 0,0          |
|                                                        | –                            | DVU               | –           | –           | 233          | 0,1          |
|                                                        | –                            | PIRATEN           | –           | –           | 3.598        | 2,0          |
|                                                        | –                            | RENTNER           | –           | –           | 1.814        | 1,0          |
|                                                        | Nikolai Strub                | Einzelbewerber    | 783         | 0,4         | –            | –            |
|                                                        | Mark Schepke                 | Einzelbewerber a  | 442         | 0,3         | –            | –            |
| Gesamt                                                 | Gesamt                       | Gesamt            | 176.621     | 100         | 176.992      | 100          |
|                                                        |                              |                   |             |             |              |              |
| Ungültige Stimmen                                      | Ungültige Stimmen            | Ungültige Stimmen | 3.674       | 2,0         | 3.303        | 1,8          |
| Wähler                                                 | Wähler                       | Wähler            | 180.295     | 75,1        | 180.295      | 75,1         |
| Wahlberechtigte                                        | Wahlberechtigte              | Wahlberechtigte   | 240.010     |             | 240.010      |              |
|                                                        |                              |                   |             |             |              |              |
| Quellen: Die Bundeswahlleiterin, Kandidaten – Ergebnis |                              |                   |             |             |              |              |